# Perachóri
Perachóri (en grec moderne Περαχώρι) est un village sur l'île d'Ithaque, en Grèce.
Administrativement, il appartient au Dème d'Ithaque dans le district régional d'Ithaque. Selon le recensement de 2011, il compte 340 habitants.

## Géographie
C'est le seul village du sud d'Ithaque et le plus grand de l'île. Il s'étend en amphithéâtre sur le flanc de la montagne au-dessus de la capitale Vathy, dont il est distant d'environ 3 km. Au-dessus du village s'étend une forêt dense avec des chênes centenaires. Chaque année, le dernier samedi de juillet, un festival du vin est organisé par la Société d'utilité publique du village.

## Histoire
Autrefois, Perachóri s'étendait jusqu'au site de Petaliátiko où l'on trouve les ruines de l'ancien village de Paleóchora et des murs cyclopéens que Victor Bérard et Jean Cuisenier pensaient avoir appartenu à un palais mycénien, peut-être en lien avec le mythe homérique d'Ulysse.
Perachóri est le lieu d'origine de saint Raphaël né au lieu-dit Kounouváto et martyrisé par les Ottomans à Mytilène en 1463. À l'emplacement de la maison de sa famille, à côté de l'ancienne chapelle de Jean le Théologien, se dresse aujourd'hui l'église Saint-Raphaël.

## Population
| 1991 | 2001 | 2011 | 2021 |
| ---- | ---- | ---- | ---- |
| 399  | 354  | 340  | 368  |

## Note
1. ↑  Jean Cuisenier, Le périple d'Ulysse, Paris, Fayard, 2003, p. 73.